# Walsingham (Norfolk)
Walsingham ist eine nur etwa 800 Einwohner zählende Gemeinde (parish) in der englischen Grafschaft (county) Norfolk im Südosten Englands. Die Gemeinde besteht aus den Dörfern Little Walsingham und dem kleineren Great Walsingham sowie der mittelalterlichen Wüstung Egmere. Bekanntheit erlangte der Ort vor allem durch seinen Status als Wallfahrtsort.

## Lage und Klima
Die Gemeinde Walsingham befindet sich im Norden von Norfolk unweit der Nordsee in einer Höhe von ca. 20 m; die Großstadt Norwich liegt nur etwa 45 km (Fahrtstrecke) südöstlich. Das Klima ist – bedingt durch die Nähe zum Meer – eher kühl und regnerisch; Regen (ca. 800 mm/Jahr) fällt übers Jahr verteilt.

## Wallfahrt
Im 11. Jahrhundert wurde Walsingham zu einem bedeutenden Wallfahrtsort. Im Jahr 1061 soll dort die angelsächsische Adlige Richeldis de Faverches eine Marienerscheinung gehabt haben. In dieser Vision erhielt de Faverches von der Gottesmutter den Auftrag zu Ehren der Verkündigung des Herrn einen Nachbau des Nazarether Hauses der Heiligen Familie zu errichten. Im Jahr 1150 wurde neben dem Marienheiligtum ein Augustiner-Chorherren-Stift gegründet. Die Gebäude wurden in der Reformationszeit zerstört, das Kloster 1538 aufgelöst. Ein altes populäres Volkslied hat die traditionelle Wallfahrt zur Church of Our Lady in Walsingham zum Thema. Die Wallfahrt zu Unserer Lieben Frau von Walsingham wurde im 19. und 20. Jahrhundert wiederbelebt.